# Rives-Dervoises
Rives-Dervoises es una comuna nueva francesa situada en el departamento de Alto Marne, de la región de Gran Este.

## Historia
Fue creada el 1 de enero de 2016, en aplicación de una resolución del prefecto de Alto Marne de 21 de diciembre de 2015 con la unión de las comunas de Droyes, Longeville-sur-la-Laines, Louze y Puellemontier, pasando a estar el ayuntamiento en la antigua comuna de Puellemontier.

## Demografía
| Gráfica de evolución demográfica de Rives-Dervoises entre 1800 y 2013 |
|                                                                       |

Los datos entre 1800 y 2013 son el resultado de sumar los parciales de las cuatro comunas que forman la nueva comuna de Rives-Dervoises, cuyos datos se han cogido de 1800 a 1999, para las comunas de Droyes, Longeville-sur-la-Laines, Louze y Puellemontier de la página francesa EHESS/Cassini. Los demás datos se han cogido de la página del INSEE.

## Composición
| Comuna delegada          | Código INSEE | Población (2013) | Superficie (km²) | Densidad (hab./km²) |
| ------------------------ | ------------ | ---------------- | ---------------- | ------------------- |
| Droyes                   | 52180        | 424              | 25.23            | 17                  |
| Longeville-sur-la-Laines | 52293        | 442              | 15.60            | 28                  |
| Louze                    | 52296        | 309              | 20.65            | 15                  |
| Puellemontier            | 52411        | 223              | 15.22            | 15                  |